# Верхньошевирівка
Верхньошеви́рівка (до 1917 року — хутір Верхня Шеви́рівка) — село в Україні, у Сорокинській міській громаді Довжанського району Луганської області. Населення становить 1716 осіб.

## Назва
Назва села двослівна, друга його частина утворена від прізвища першопоселенця Шеверьова, перша — слово «Верхньо-» служить для відмінності від назви села Нижньошевирівка.

## Географія
Географічні координати Верхньошевирівки: 48°16' пн. ш. 39°42' сх. д. Часовий пояс — UTC+2. Загальна площа села — 5,133 км². Довжина Верхньошевирівки з півночі на південь — 2,2 км, зі сходу на захід — 4,9 км.
Село розташоване у східній частині Донбасу за 2 км від центру громади — міста Сорокине і за 4 км від залізничної станції Гальмівної (на лінії Кондрашевська—Нова Должанська). Через село протікає річка Велика Кам'янка.

## Історія
Хутір Верхня Шевирівка заснований у 1795 році.
На фронтах Другої світової війни участь у боях брало 79 жителів села, з них загинуло 20, орденами і медалями нагороджені 79 осіб.
За 1966—1975 роки в селі побудовано 80 будинків, двоповерхова школа, розпочато будівництво тепличного комбінату.
12 червня 2020 року, відповідно до Розпорядження Кабінету Міністрів України № 717-р «Про визначення адміністративних центрів та затвердження територій територіальних громад Луганської області», увійшло до складу Сорокинської міської громади.
17 липня 2020 року, в результаті адміністративно-територіальної реформи та ліквідації  Сорокинського району, увійшло до складу новоутвореного Довжанського району.

## Населення
За даними перепису 2001 року населення села становило 1716 осіб, з них 4,84% зазначили рідною мову українську, 94,41% — російську, а 0,75% — іншу.

## Соціальна сфера
- Дев'ятирічна школа;
- Клуб;
- Бібліотека;
- Медпункт.

## Визначні пам'ятки
- Поблизу села виявлено 3 курганних могильники з 11 курганами.